# ネダ川

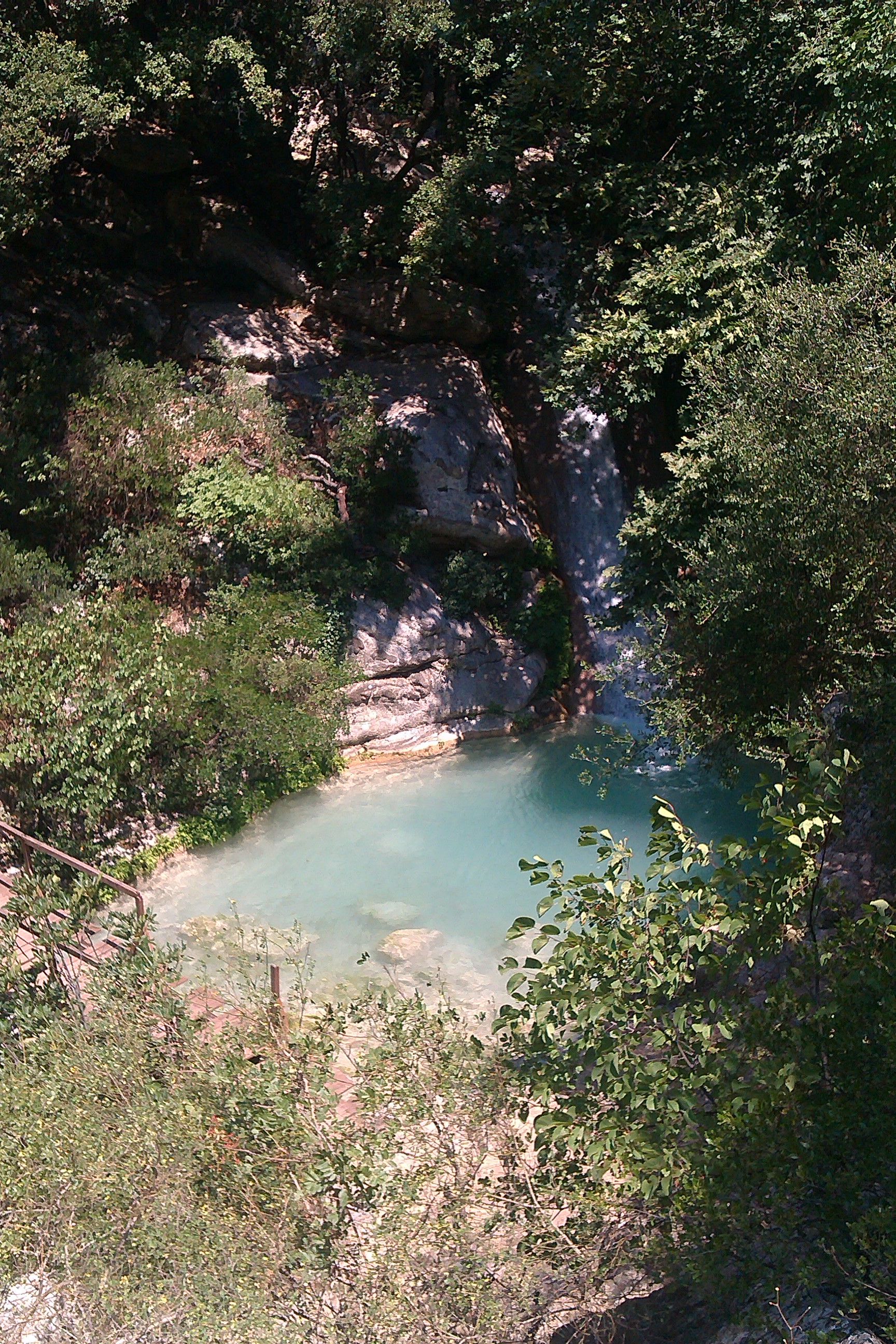
ネダの滝。

ネダ川（希: Νέδα Ποταμός, 英: Neda river）は、ギリシャのペロポネソス半島西部を流れる川である。古典ギリシア語ではネダー川とも表記される。川の名前はギリシア神話のニンフ、ネダに由来しており、ギリシャでも珍しい女性の名前を冠した川となっている。

## 地理
ネダ川は古くから北のイリア県と南のメッシニア県を隔てる天然の境界となっている。水源はメッシニア県北部のネダ村近く、リカイオン山の南麓にあり、西に向かって約31キロ流れたのち、キパリシア湾に流れ込む。流域には古代のアルカディア地方の都市ピガリアがあり、ピガリアから2.2キロほど離れたネダ川と支流のリマクス川の合流する地点に女神エウリュノメの神域があった。ネダ川では峡谷、平野、滝、洞窟といった様々な景観を見ることが出来る。ネダ渓谷へのアクセスは川の水位が低くなる夏の間だけ可能であり、その豊かな自然はオリーブ、イチジク、プラタナス、オーク、ヒイラギなどの樹木で彩られている。ネダ川には小さな淵を持つ3つの滝があり、その中でも特にプラタニア近くのネダの滝は美しいことで有名である。

## 神話
ストラボンによると、女神レアがゼウスを出産した折に、産湯に使うため、ネダ川の源流となる泉をリカイオス山麓に湧出させたという。パウサニアスによるとお産の穢れは支流のリマクス川に流された。またパウサニアスはネダ川の名前についてゼウスを養育したニンフの1人ネダに由来すると伝えている。

## 石橋
ネダ川はオスマン・トルコ時代に建設された複数のアーチ状の石橋が架かっている。これらの石橋は精巧で美しく、古くからメッシニアとイリア両県の山間部の村落をつなぐ連絡通路として機能し、現在はネダ川流域の観光やアウトドア・アクティビティの見所の1つとなっている。その反面、これらの石橋はいずれも老朽化によって崩壊の危機に瀕しており、修復のための詳細な調査を必要としている。ネダ川の最も有名な石橋はプラタニアのもので、夏になると多くの観光客がネダ川の滝を訪れるために石橋を利用する。この石橋は早くも1881年にライプツィヒで出版されていた芸術雑誌『ヘスペロス』（1881年-1889年）で取り上げられている。マヴロマティウ（Μαυροματίου）の石橋は最も印象的なものの1つで、メッシニア県のクーベラ（Κούβελα）とイリア県のドラゴギ（Δραγώγι）間の道路がある2つの峡谷を結びつけている。しかし石橋までの道路は未舗装であり、橋自体の損傷も大きく、現在では放棄されている。

## 備考
近年、リカイオン山を中心とするアルカディア県、メッシニア県、イリア県にまたがる広範囲な地域の文化と自然の保護を目的とするパラシオ文化遺産公園（Parrhasian Heritage Park）を設立する構想が立ち上がっており、その中にネダ川も含まれている。